# Nuna asiilasooq
Nuna asiilasooq (La Tierra de Gran Longitud, en danés: Landet af Stor Længde) es una canción groenlandesa utilizada como un himno étnico por el pueblo autónomo Kalaallit Inuit de Groenlandia.
"Nuna asiilasooq" era oficialmente reconocido por el gobierno en 1979. Tanto la letra como la melodía fueron compuestas por Jonathan Petersen, quien escribió la partitura musical del himno regional adoptado por Groenlandia, "Nunarput utoqqarsuanngoravit."

## Texto en groenlandés
Nuna asiilasooq
Kalaallit nunagaarput
tamarmi qaqqartoo
Kangerluppassuit sinaa
nunassaqqissisippaat,
tamaat sineriaa
qeqertat saangerpaat.
Nuannersoqaqaaq
angallavigigaanni
tamaat sineriak
Avannamut kujammullu
inunnik naapitsiffik
nunaqarfinnillu
uningavissalik.
Qaqqaasa saavini
kangerluillu paani
unipput inuii
Imartik pissaqarfigaat
atorluakkaminnik,
Kalaallimmi pigaat
soraajuerlutik!

## Texto danés
Tierra med fedtlængde,
Det er hvad Kalaallit har som Tierra,
blandt hele bjerge,
De mange fjorde ved kysten,
velegnet som Tierra,
og kysten er plettet
med øer.
Det er så smukt
En haber som jagtmark
hele kysten.
Op nord og sydpå,
der er et mødested Para mennesker
og hvor Fin du har jord
der er et sted En bo.
Ved fødderne af hendes bjerge
og munden på hendes fjorde
hendes indbyggere møder hinanden.
Havet er deres domæne
som de behandler så godt
Det tilhører Kalaallit
Para evigt og altid!

## Español
Tierra de gran longitud,
es lo que tienen los Kalaallit como país,
entre montañas enteras,
El muchos fiordos en la costa,
bien adaptado como país,
y la costa es moteada
con islas.
Es tan bonito
para tener como coto de caza
la costa entera
Hacia el norte y hacia el sur,
hay un lugar de encuentro para la gente
y donde sea que tengas tierra
hay un lugar para vivir.
A los pies de sus montañas
y las bocas de sus fiordos
sus habitantes se encuentran.
El mar es su dominio
que tratan tan bien
Pertenece a los Kalaallit
¡hasta el fin de los tiempos!